# Plagiothecium shinii
Plagiothecium shinii là một loài rêu trong họ Plagiotheciaceae. Loài này được Sakurai mô tả khoa học đầu tiên năm 1941.